# Number One (DVD Eleny Paparizou)
Number One – pierwszy album DVD greckiej piosenkarki, Eleny Paparizou. Jest to kolekcja jej wszystkich wideoklipów od początku solowej kariery wraz z kilkoma dodatkowymi filmami. Została wydana miesiąc przed finałem Konkursu Piosenki Eurowizji 2005, gdzie Paparizou zdobyła pierwsze miejsce.

## Zawartość albumu
1. "My Number One"
2. "Antitheseis"
3. "Katse Kala"
4. "Treli Kardia"
5. "Anapandites Kliseis"
6. "Stin Kardia Mou Mono Thlipsi"
7. "Anapandites Kliseis" (wersja MAD) (w duecie z Christosem Dantisem)

## Dodatkowa zawartość
1. "Tribute To Sweden with Christos Nezos"
2. "Photo Gallery"

## Historia wydania
| Kraj   | Data wydania     | Wytwórnia | Format |
| ------ | ---------------- | --------- | ------ |
| Grecja | 26 kwietnia 2005 | Sony BMG  | DVD    |
| Cypr   | 26 kwietnia 2005 | Sony BMG  | DVD    |
| Europa | 19 maja 2005     | Sony BMG  | DVD    |

## Osiągnięcia
| Lista                    | Organizacja wydająca certyfikat | Najlepsza pozycja | Liczba tygodni na liście | Wyróżnienie | Liczba sprzedanych egzemplarzy |
| ------------------------ | ------------------------------- | ----------------- | ------------------------ | ----------- | ------------------------------ |
| Grecka lista albumów DVD | IFPI                            | 1                 | 35                       |             |                                |
| Cypryjska lista albumów  | All Records Top 20              | 1                 | 20                       |             |                                |